# Rejon krasnogorski (obwód briański)
Rejon krasnogorski (ros. Красногорский район) – jednostka administracyjna wchodząca w skład Obwodu briańskiego w Rosji.
Centrum administracyjnym rejonu jest osiedle typu miejskiego Krasnaja Gora, a najważniejsze jego rzeki to Biesiedź i Wichołka. W granicach rejonu usytuowane są miejscowości (centra administracyjne wiejskich osiedli): Koludy, Łotaki, Lubowszo, Makariczi, Jałowka, Pieriełazy.